# Saxinis deserticola
Saxinis deserticola är en skalbaggsart som beskrevs av Harold Norman Moldenke 1970. Saxinis deserticola ingår i släktet Saxinis och familjen bladbaggar.

## Underarter
Arten delas in i följande underarter:
- S. d. deserticola
- S. d. mojavensis